# Bierkakit
Bierkakit (ros. Беркакит) – osiedle typu miejskiego w azjatyckiej części Rosji, w Jakucji.
Leży na południowym krańcu Gór Ałdańskich u podnóża Gór Stanowych, na obszarze Południowojakuckiego Zagłębia Węglowego; ok. 40 km na południowy wschód od Nieriungri; 9 tys. mieszkańców (1989); przemysł materiałów budowlanych.
Przez Berkakit przebiega linia kolejowa Tynda - Nieriungri i drogowa Magistrala Amursko-Jakucka.